# Сезар (кинопремия, 2019)
44-я церемония вручения наград премии «Сезар» за заслуги в области французского кинематографа за 2018 год состоялась 22 февраля 2019 года в концертном зале Плейель (Париж, Франция), под председательством актрисы Кристин Скотт Томас. Номинанты были объявлены 23 января 2019 года.
Церемония транслировалась в прямом эфире на канале Canal+, её ведущим впервые выступил комик и актёр Кад Мерад. Церемония была посвящена музыканту и актёру Шарлю Азнавуру, ушедшему из жизни 1 октября 2018 года в возрасте 94 лет.
В этом году впервые была представлена новая специальная награда «Сезар лицеистов» за лучший фильм (фр. César des lycéens), который выбирался коллегиальным органом в составе 2000 лицеистов (общих, технологических и профессиональных учебных заведений), избранных Министерством национального образования и молодежи Франции. Призёр («Опекунство», реж. Ксавье Легран) был выбран из семи картин, представленных в категории «Лучший фильм» и был объявлен 25 февраля.
Почётный «Сезар» был вручён американскому актёру, режиссёру и продюсеру Роберту Редфорду, который в августе 2018 года заявил о завершении своей актёрской карьеры.

## Список лауреатов и номинантов
Количество наград/номинаций:
- 4/10: «Опекунство»
- 1/10: «Непотопляемые»
- 4/9: «Братья Систерс»
- 0/9: «Нежная рука закона»
- 0/8: «Боль»
- 0/7: «Усыновление»
- 2/6: «Ги»
- 1/6: «Мадемуазель де Жонкьер»
- 2/5: «Щекотка»
- 0/4: «Невозможная любовь»
- 3/3: «Шахерезада»
- 0/2: «Наши сражения» / «Новая жизнь Аманды» / «Мир принадлежит тебе» / «Видок: Охотник на призраков» / «Один король — одна Франция»
- 1/1: «Дилили в Париже» / «Шалунья» / «Ни судья, ни подсудимая» / «Маленькие руки» / «Магазинные воришки»

### Основные категории
• Лауреаты выделены отдельным цветом. 
| Категории                                  | Лауреаты и номинанты |
| ------------------------------------------ | --- |
| Лучший фильм                               | • Опекунство / Jusqu'à la garde (реж. Ксавье Легран, продюсер: Александр Гаврас)                                                   |
| Лучший фильм                               | • Боль / La Douleur (режиссёр: Эмманюэль Финкель)                                                                                  |
| Лучший фильм                               | • Нежная рука закона / En liberté ! (режиссёр: Пьер Сальвадори)                                                                    |
| Лучший фильм                               | • Братья Систерс / Les Frères Sisters / The Sisters Brothers (режиссёр: Жак Одиар)                                                 |
| Лучший фильм                               | • Непотопляемые / Le Grand Bain (режиссёр: Жиль Лелуш)                                                                             |
| Лучший фильм                               | • Ги / Guy (режиссёр: Алекс Лютц)                                                                                                  |
| Лучший фильм                               | • Усыновление (режиссёр: Жанна Эрри)                                                                                               |
| Лучшая режиссура                           | • Жак Одиар — «Братья Систерс» |
| Лучшая режиссура                           | • Эмманюэль Финкель — «Боль» |
| Лучшая режиссура                           | • Пьер Сальвадори — «Нежная рука закона»                                                                                           |
| Лучшая режиссура                           | • Жиль Лелуш — «Непотопляемые» |
| Лучшая режиссура                           | • Алекс Лютц — «Ги» |
| Лучшая режиссура                           | • Ксавье Легран — «Опекунство» |
| Лучшая режиссура                           | • Жанна Эрри — «Усыновление» |
| Лучший актёр                               | • Алекс Лютц — «Ги» (за роль Ги Жаме)                                                                                              |
| Лучший актёр                               | • Эдуар Бер — «Мадемуазель де Жонкьер» (за роль маркиза де Арсиса)                                                                 |
| Лучший актёр                               | • Ромен Дюрис — «Наши сражения» (за роль Оливье Валле)                                                                             |
| Лучший актёр                               | • Венсан Лакост — «Новая жизнь Аманды» (за роль Давида Сореля)                                                                     |
| Лучший актёр                               | • Жиль Лелуш — «Усыновление» (за роль Жана)                                                                                        |
| Лучший актёр                               | • Пио Мармай — «Нежная рука закона» (за роль Антуана Парена)                                                                       |
| Лучший актёр                               | • Дени Меноше — «Опекунство» (за роль Антуана Бессона)                                                                             |
| Лучшая актриса                             | • Леа Друкер — «Опекунство» (за роль Мириам Бессон)                                                                                |
| Лучшая актриса                             | • Элоди Буше — «Усыновление» (за роль Алис Ланглуа)                                                                                |
| Лучшая актриса                             | • Сесиль де Франс — «Мадемуазель де Жонкьер» (за роль мадам де Ла Поммерай)                                                        |
| Лучшая актриса                             | • Виржини Эфира — «Невозможная любовь» (за роль Рашель Штайнер)                                                                    |
| Лучшая актриса                             | • Адель Энель — «Нежная рука закона» (за роль Ивонн Санти)                                                                         |
| Лучшая актриса                             | • Сандрин Киберлен — «Усыновление» (за роль Карин)                                                                                 |
| Лучшая актриса                             | • Мелани Тьерри — «Боль» (за роль Маргерит Дюрас)                                                                                  |
| Лучший актёр второго плана                 | • Филипп Катрин (фр.) — «Непотопляемые» (за роль Тьерри)                                                                           |
| Лучший актёр второго плана                 | • Жан-Юг Англад — «Непотопляемые» (за роль Симона)                                                                                 |
| Лучший актёр второго плана                 | • Дамьен Боннар — «Нежная рука закона» (за роль Луи)                                                                               |
| Лучший актёр второго плана                 | • Кловис Корнийяк — «Щекотка» (за роль Фабриса Ле Надана)                                                                          |
| Лучший актёр второго плана                 | • Дени Подалидес — «Прости, ангел» (за роль Матье)                                                                                 |
| Лучшая актриса второго плана               | • Карин Виар — «Щекотка» (за роль Мадо Ле Надан)                                                                                   |
| Лучшая актриса второго плана               | • Изабель Аджани — «Мир принадлежит тебе» (за роль Данни)                                                                          |
| Лучшая актриса второго плана               | • Лейла Бехти — «Непотопляемые» (за роль Аманды)                                                                                   |
| Лучшая актриса второго плана               | • Виржини Эфира — «Непотопляемые» (за роль Дельфины)                                                                               |
| Лучшая актриса второго плана               | • Одри Тоту — «Нежная рука закона» (за роль Аньес Парен)                                                                           |
| Самый многообещающий актёр                 | • Дилан Робер (фр.) — «Шахерезада»                                                                                                 |
| Самый многообещающий актёр                 | • Антони Бажон — «Молитва» |
| Самый многообещающий актёр                 | • Тома Жория (фр.) — «Опекунство»                                                                                                  |
| Самый многообещающий актёр                 | • Уильям Лебгиль — «Первый год» (фр.)                                                                                              |
| Самый многообещающий актёр                 | • Карим Леклу — «Мир принадлежит тебе»                                                                                             |
| Самая многообещающая актриса               | • Кенза Фортас (фр.) — «Шахерезада»                                                                                                |
| Самая многообещающая актриса               | • Офели Бо (фр.) — «Мектуб, моя любовь»                                                                                            |
| Самая многообещающая актриса               | • Галатеа Беллуджи (фр.) — «Явление» (фр.)                                                                                         |
| Самая многообещающая актриса               | • Женни Бет (фр.) — «Невозможная любовь»                                                                                           |
| Самая многообещающая актриса               | • Лили-Роуз Депп — «Честный человек»                                                                                               |
| Лучший оригинальный сценарий               | • Ксавье Легран — «Опекунство» |
| Лучший оригинальный сценарий               | • Пьер Сальвадори, Бенуа Граффен (фр.), Бенжамен Шарби — «Нежная рука закона»                                                      |
| Лучший оригинальный сценарий               | • Жиль Лелуш, Ахмед Хамиди (фр.), Жюльен Ламброшини (фр.) — «Непотопляемые»                                                        |
| Лучший оригинальный сценарий               | • Алекс Лютц, Анаис Дебан, Тибо Сегуан — «Ги»                                                                                      |
| Лучший оригинальный сценарий               | • Жанна Эрри — «Усыновление» |
| Лучший адаптированный сценарий             | • Андреа Бескон (фр.), Эрик Метайе (фр.) — «Щекотка»                                                                               |
| Лучший адаптированный сценарий             | • Эмманюэль Финкель — «Боль» |
| Лучший адаптированный сценарий             | • Жак Одиар, Тома Бидеген — «Братья Систерс»                                                                                       |
| Лучший адаптированный сценарий             | • Эмманюэль Муре — «Мадемуазель де Жонкьер»                                                                                        |
| Лучший адаптированный сценарий             | • Катрин Корсини, Лоретта Польмансс — «Невозможная любовь»                                                                         |
| Лучшая музыка к фильму                     | • Венсан Бланшар (фр.), Ромен Грефф (фр.) — «Ги»                                                                                   |
| Лучшая музыка к фильму                     | • Антон Санко (англ.) — «Новая жизнь Аманды»                                                                                       |
| Лучшая музыка к фильму                     | • Камилль Базбаз (фр.) — «Нежная рука закона»                                                                                      |
| Лучшая музыка к фильму                     | • Александр Деспла — «Братья Систерс»                                                                                              |
| Лучшая музыка к фильму                     | • Паскаль Сангла — «Усыновление»                                                                                                   |
| Лучшая музыка к фильму                     | • Грегуар Этзель — «Невозможная любовь»                                                                                            |
| Лучший монтаж                              | • Йоргос Лампринос — «Опекунство»                                                                                                  |
| Лучший монтаж                              | • Валери Десэн — «Щекотка» |
| Лучший монтаж                              | • Изабель Девинк — «Нежная рука закона»                                                                                            |
| Лучший монтаж                              | • Жюльетт Вельфлин — «Братья Систерс»                                                                                              |
| Лучший монтаж                              | • Симон Жаке — «Непотопляемые» |
| Лучшая работа оператора                    | • Бенуа Деби — «Братья Систерс» |
| Лучшая работа оператора                    | • Алексис Кавиршин (фр.) — «Боль»                                                                                                  |
| Лучшая работа оператора                    | • Лоран Танги (фр.) — «Непотопляемые»                                                                                              |
| Лучшая работа оператора                    | • Натали Дюран (фр.) — «Опекунство»                                                                                                |
| Лучшая работа оператора                    | • Лоран Десме (фр.) — «Мадемуазель де Жонкьер»                                                                                     |
| Лучшие декорации                           | • Мишель Бартелеми (фр.) — «Братья Систерс»                                                                                        |
| Лучшие декорации                           | • Паскаль Легеллек — «Боль» |
| Лучшие декорации                           | • Эмиль Гиго — «Видок: Охотник на призраков»                                                                                       |
| Лучшие декорации                           | • Давид Фэвр — «Мадемуазель де Жонкьер»                                                                                            |
| Лучшие декорации                           | • Тьерри Франсуа — «Один король — одна Франция»                                                                                    |
| Лучшие костюмы                             | • Пьер-Жан Ларрок (фр.) — «Мадемуазель де Жонкьер»                                                                                 |
| Лучшие костюмы                             | • Анаис Роман, Серджо Балло — «Боль»                                                                                               |
| Лучшие костюмы                             | • Пьер-Ив Геро — «Видок: Охотник на призраков»                                                                                     |
| Лучшие костюмы                             | • Милена Канонеро — «Братья Систерс»                                                                                               |
| Лучшие костюмы                             | • Анаис Роман — «Один король — одна Франция»                                                                                       |
| Лучший звук                                | • Брижит Тальяндье, Валери Делюф, Сирил Хольц — «Братья Систерс»                                                                   |
| Лучший звук                                | • Антуан-Базиль Мерсье, Давид Вранкен, Алин Гавруа — «Боль»                                                                        |
| Лучший звук                                | • Седрик Делош, Гвенноль Ле Борн, Марк Дуан — «Непотопляемые»                                                                      |
| Лучший звук                                | • Ив-Мари Омне, Антуан Бодуэн, Стефан Тибо — «Ги»                                                                                  |
| Лучший звук                                | • Жюльен Сикар, Жюльен Ройг, Венсан Верду — «Опекунство»                                                                           |
| Лучший дебютный фильм                      | • Шахерезада / Shéhérazade (реж. Жан-Бернар Марлен)                                                                                |
| Лучший дебютный фильм                      | • Непонятная любовь / L'Amour flou (реж. Роман Боринже, Филипп Реббо)                                                              |
| Лучший дебютный фильм                      | • Щекотка / Les Chatouilles (реж. Андреа Бескон, Эрик Метайе)                                                                      |
| Лучший дебютный фильм                      | • Опекунство / Jusqu'à la garde (реж. Ксавье Легран)                                                                               |
| Лучший дебютный фильм                      | • Дикий / Sauvage (реж. Камиль Видаль-Наке)                                                                                        |
| Лучший полнометражный анимационный фильм   | • Дилили в Париже / Dilili à Paris (реж. Мишель Осело)                                                                             |
| Лучший полнометражный анимационный фильм   | • Астерикс и тайное зелье / Astérix : Le Secret de la potion magique (реж. Александр Астье, Луи Клиши)                             |
| Лучший полнометражный анимационный фильм   | • Пачамама / Pachamama (реж. Хуан Антин)                                                                                           |
| Лучший короткометражный анимационный фильм | • Шалунья / Kötü Kız / Vilaine Fille (реж. Айсе Карталь)                                                                           |
| Лучший короткометражный анимационный фильм | • Среди теней / Entre sombras / Au coeur des ombres (реж. Алис Гимарэс, Моника Сантос)                                             |
| Лучший короткометражный анимационный фильм | • Смерть, отец и сын / La Mort, père et fils (реж. Дени Вальгенвиц, Венсан Паронно (Виншлюсс))                                     |
| Лучший короткометражный анимационный фильм | • Раймонда, или Вертикальный побег / Raymonde ou l'évasion verticale (реж. Сара Ван ден Бум)                                       |
| Лучший документальный фильм                | • Ни судья, ни подсудимая / Ni juge, ni soumise (реж. Жан Либон, Ив Инан)                                                          |
| Лучший документальный фильм                | • Америка / America (реж. Клаус Дрексель)                                                                                          |
| Лучший документальный фильм                | • В каждое мгновение / De chaque instant (реж. Николя Филибер)                                                                     |
| Лучший документальный фильм                | • Большой бал / Le Grand Bal (реж. Летиция Картон)                                                                                 |
| Лучший документальный фильм                | • Государство против Манделы и других / Le procès contre Mandela et les autres (реж. Николя Шампо, Жиль Порте)                     |
| Лучший короткометражный фильм              | • Маленькие руки / Les petites mains (реж. Реми Аллье)                                                                             |
| Лучший короткометражный фильм              | • Брагино / Braguino (реж. Клеман Кожитор)                                                                                         |
| Лучший короткометражный фильм              | • Галантная Индия / Les Indes galantes (реж. Клеман Кожитор)                                                                       |
| Лучший короткометражный фильм              | • Капиталисты / Kapitalistis (реж. Пабло Муньос Гомес)                                                                             |
| Лучший короткометражный фильм              | • Позволь мне танцевать / Laissez-Moi Danser (реж. Валери Леруа)                                                                   |
| Лучший иностранный фильм                   | • Магазинные воришки / 万引き家族 (Япония), реж. Хирокадзу Корээда                                                                 |
| Лучший иностранный фильм                   | • Три билборда на границе Эббинга, Миссури / Three Billboards Outside Ebbing, Missouri (США, Великобритания), реж. Мартин Макдонах |
| Лучший иностранный фильм                   | • Капернаум / کفرناحوم (Capharnaüm) (Ливан), реж. Надин Лабаки                                                                     |
| Лучший иностранный фильм                   | • Холодная война / Zimna wojna (Польша, Великобритания), реж. Павел Павликовский                                                   |
| Лучший иностранный фильм                   | • Девочка / Girl (Бельгия, Нидерланды), реж. Лукас Донт                                                                            |
| Лучший иностранный фильм                   | • Ханна / Hannah (Италия, Бельгия, Франция), реж. Андреа Паллаоро                                                                  |
| Лучший иностранный фильм                   | • Наши сражения / Nos batailles (Бельгия, Франция), реж. Гийом Сенез                                                               |

## Специальные награды
| Почётный «Сезар»                        |  | • Роберт Редфорд                                                                   |
| César du Public                         |  | • «День выборов по-французски» (фр.) — реж. Оливье Барру, продюсер: Ришар Гранпьер |
| Сезар лицеистов (фр. César des lycéens) |  | • «Опекунство» — реж. Ксавье Легран                                                |